# Barcelona Institute of Science and Technology
El Barcelona Institute of Science and Technology (BIST), en català Institut de Ciència i Tecnologia de Barcelona, és una fundació de cooperació científica entre els set centres de recerca de frontera de Catalunya que la componen, creada el 2015. El seu principal objectiu és el de construir una comunitat científica entre aquests centres, impulsant projectes multidisciplinaris i eixamplant les fronteres del coneixement. Cada centre BIST ha assolit un alt nivell d'excel·lència en les seves respectives àrees d'experiència.

## Organització i activitats
El BIST agrupa sota un mateix paraigua als set dels centres de recerca més destacats de Catalunya:
- Centre de Regulació Genòmica (CRG)
- Institut de Bioenginyeria de Catalunya (IBEC)
- Institut de Ciències Fotòniques (ICFO)
- Institut Català d'Investigació Química (ICIQ)
- Institut Català de Nanociència i Nanotecnologia (ICN2)
- Institut de Física d'Altes Energies (IFAE)
- Institut de Recerca Biomèdica (IRB Barcelona)

La seva missió és la de promoure la recerca de frontera en un entorn multidisciplinari, comprometent-se amb el desenvolupament i la formació dels científics per maximitzar l'impacte científic en la societat. Entre els objectius del BIST es troben els de: 
- Contribuir a millorar les condicions per desenvolupar recerca de qualitat i augmentar-ne la visibilitat internacional.
- Oferir programes internacionals d'excel·lència per a postgraduats.
- Generar massa crítica per multiplicar la capacitat dels centres de recerca en transferència de coneixement, plataformes científiques i tecnològiques i atracció de talent.
- Col·laborar amb institucions científiques, empreses, membres de la societat i entitats públiques o privades per tal de complir aquests objectius.

L'activitat del BIST està orientada principalment a la cooperació científica, a la formació i al suport a la innovació. El 2017 el Barcelona Institute of Science and Technology (BIST) s'havia situat ja en el lloc 24 en el rànquing de les millors institucions científiques d'Europa i en el 95 del rànquing mundial. En ell treballaven 1.401 científics dividits en 159 grups de recerca, havent publicat més de mil articles científics a l'any i havent arribat a crear també 19 empreses en funcionament. El BIST ocupa el cinquè lloc en els rànquings de centres d'investigació europeus, que no inclouen les universitats.
El primer president va ser Rolf Tarrach i Siegel, que va ser substituït el juny del 2016 per l'exconseller d'Economia del Govern de la Generalitat de Catalunya Andreu Mas-Colell. Pel que fa als directors generals del BIST, la seva primera directora fou Montserrat Vendrell, succeïda el 2016 per Miquel Àngel Pericàs i Brondó, i el 2017 per Gabriel M. Silberman. Des de 2022 el seu director general és Eduard Vallory, que n'havia estat un dels patrons fundadors.
El BIST és una fundació privada composta per un partenariat privat-públic, amb un patronat on hi ha la Fundació Banc Sabadell, la Fundació d'empresaris FemCAT, la Fundació Privada Cellex, la Fundació Catalunya-La Pedrera i la Generalitat de Catalunya, a més dels directors dels set centres de recerca i nou científiques i científics de reputació internacional.
La seu del BIST es troba, des del 2016, al campus de l'Escola Industrial de Barcelona, propietat de la Diputació de Barcelona, un espai que anteriorment acollia la Universitat Politècnica de Catalunya (UPC) i quedà buit després de traslladar-se al Campus Besòs.